# Casa de locuit de pe str. Vostanie, 8 (Tiraspol)
Casa de locuit de pe str. Vostanie, 8 este o clădire amplasată pe str. Vostanie, 8 în Tiraspol, Republica Moldova. Este un monument arhitectural de importanță națională inclus în Registrul monumentelor Republicii Moldova ocrotite de stat cu nr. 20 (municipiul Tiraspol). Datează de la sf. sec. XIX.